# 消費者安全情報総括官
消費者安全情報総括官（しょうひしゃあんぜんじょうほうそうかつかん）は、日本の官職のひとつ。

## 概要
消費者安全情報総括官は、各中央省庁に設置され、消費者保護に関する情報を統括する職として位置づけられている。日本国民の生命、財産に影響を及ぼしかねない事故情報などの収集、問題分析、対応立案、情報提供を実施することで、国民生活の保護を図っている。日本の官制では局長級のポストとされている。
第91代内閣総理大臣福田康夫が提唱した「消費者保護重視政策」に基づき、2008年に新設された官職である。従来の中央省庁では消費者保護の責任者が不明確であり、対応の遅れや情報の遺漏が発生しかねないとされていた。そのため、この職を新設することで、消費者保護の責任者の明確化を図り、消費者問題への迅速かつ確実な対応を企図している。
福田康夫内閣では、2008年2月に「食品危害情報総括官」ポストを新設し、内閣府2名、文部科学省、厚生労働省、農林水産省各1名の体制を敷いてきた。このポストは、食の安全に関する情報を統括し国民生活を保護する職であったが、消費者安全情報総括官は対象業務を「食の安全」から「消費者問題全般」に拡大し機能を強化したものである。また、食品危害情報総括官が1府3省体制だったのに対し、消費者安全情報総括官は1府6省1庁体制となっている。

## 他の機関との関係
各中央省庁の消費者安全総括官が集まる「消費者安全情報総括官会議」が設置されており、政府内での情報の共有化を図っている。消費者庁の新設後は、消費者庁を中心に各省庁間で連携を図り、消費者問題の情報の一括管理を進め、政府一体での消費者保護を実現するとされている。

## 沿革
2008年の消費者安全情報総括官会議では、消費者行政推進担当大臣の野田聖子らも出席し、三笠フーズの事故米転売問題などが取り上げられた。

## 設置された中央省庁
- 内閣府
- 文部科学省
- 厚生労働省
- 農林水産省
- 経済産業省
- 警察庁

## 日本国外の事例
日本国外でも、先進国を中心に同様の官職が置かれている。